# GW1516
GW1516 (auch bekannt unter den Bezeichnungen GW-501,516, GW501516, GSK-516, Cardarine und auf dem Schwarzmarkt als Endurobol) ist ein Aktivator (Agonist) des PPARδ-Rezeptors. Er wurde in einer Zusammenarbeit zwischen Ligand Pharmaceuticals und GlaxoSmithKline (GSK) in den 1990er Jahren entwickelt als ein Arzneimittelkandidat für Stoffwechselerkrankungen und Herz-Kreislauf-Erkrankungen. Die Entwicklung wurde im Jahr 2007 aufgegeben, nachdem das Mittel in Tierversuchen Krebs verursacht hatte, der sich schnell in mehreren Organen (Leber, Magen, Zunge, Haut, Harnblase, Eierstöcke, Gebärmutter und Hoden) ausbreitete.
Ein 2007 veröffentlichtes Forschungsergebnis zeigte, dass die Gabe hoher Dosen von GW1516 bei Mäusen deren körperliche Leistungsfähigkeit drastisch verbesserte. Die Arbeit wurde ausführlich in populären Medien diskutiert und führte zu einem Schwarzmarkt für die Substanz und zu deren Missbrauch als Dopingmittel. Die World Anti-Doping Agency (WADA) entwickelte einen Test für GW1516 und andere verwandte Substanzen und fügte den Stoff 2009 ihrer Verbotsliste hinzu; es wurden zusätzliche Warnungen an die Athleten ausgegeben, dass GW1516 nicht sicher sei.

## Geschichte
Die Wirkung von GW1516 wurde ursprünglich während einer 1992 begonnenen Forschungskooperation zwischen GSK und Ligand Pharmaceuticals entdeckt und in einer 2001 erschienenen Ausgabe von Proceedings of the National Academy of Sciences (PNAS) veröffentlicht. W. R. Oliver et al. berichten, dass sie die Substanz mit Hilfe von „kombinatorischer Chemie und strukturbasiertem Wirkstoffdesign“ entwickelt hätten. Unter den Autoren war ein Sohn von Leo Sternbach, der in den 1960er Jahren erstmals verschiedene Benzodiazepine synthetisierte.
Wie R&D Focus Drug News berichtete, begann GSK im Jahr 2000 Phase I Tests des Mittels zur Behandlung von Hyperlipoproteinämie, gefolgt von Phase I/II Tests im Jahr 2002. Im Jahr 2003 erhielt Ligand Pharmaceuticals eine 1-Million-US-Dollar-Zahlung als Folge der von GSK fortgesetzten Phase-I-Entwicklung.
Im Jahr 2007 wurden zu GW1516 zwei klinische Studien der Phase II und weitere Studien über Adipositas, Diabetes, Dyslipidämie und Herz-Kreislauf-Erkrankungen abgeschlossen, aber GSK beendete die Weiterentwicklung des Arzneimittels im Jahr 2007 aus Gründen, die damals nicht bekannt waren. Es stellte sich später heraus, dass die Gabe des Medikaments abgebrochen wurde, weil die Substanz in Tierversuchen Krebs verursacht hatte, der sich schnell in mehreren Organen ausbreitete, und zwar bei Dosierungen von 3 mg pro kg und Tag bei Mäusen und Ratten.
Das Labor von Ronald M. Evans kaufte eine Probe von GW1516 und verabreichte Mäusen eine viel höhere Dosis, als sie in den Experimenten von GSK verwendet wurde. Man fand heraus, dass die Verbindung die körperliche Leistungsfähigkeit der Mäuse drastisch erhöhte. Die Arbeit wurde 2007 in Cell publiziert, worüber weithin in der populärwissenschaftlichen Presse einschließlich der New York Times und dem Wall Street Journal berichtet wurde.

## Verwendung zu Dopingzwecken
Vor den Olympischen Sommerspielen 2008 in Peking äußerten Wissenschaftler Bedenken, dass GW1516 von Athleten zur sportlichen Leistungssteigerung verwendet werden könne, da dessen Verwendung zu dieser Zeit nicht durch Regularien eingeschränkt war und auch durch Standardtests nicht erkannt werden konnte. In Zusammenarbeit mit der Welt-Anti-Doping-Agentur (WADA) entwickelten Forscher einen Dopingtest auf GW1516 und einen weiteren PPAR-Modulator. 2009 fügte die WADA diese Substanzen der Verbotsliste hinzu.
Auf Bodybuilding- und Leichtathletik-Websites gab es Werbung für GW1516, und 2011 war die Substanz schon seit geraumer Zeit auf dem Schwarzmarkt verfügbar. 2011 kosteten 10 g der Substanz 1000 US-Dollar. 2012 kategorisierte die WADA GW1516 von einer Gendoping-Verbindung zu einem „Hormon- und Stoffwechselmodulator“ um.
Im Jahr 2013 unternahm die WADA den seltenen Schritt, potenzielle Nutzer der Substanz vor den möglichen gesundheitlichen Risiken zu warnen, in welchem sie informierte, dass schwerwiegende Nebenwirkungen beobachtet worden seien und es keine klinische Zulassung für diese Substanz gebe und auch keine geben werde; der New Scientist hat diese Warnung auf das Krebsrisiko der Verbindung zurückgeführt.
Einige Athleten wurde positiv auf GW1516 getestet. Bei der Vuelta Ciclista a Costa Rica im Dezember 2012 wurden vier costa-ricanische Radfahrer positiv auf GW1516 getestet. Auch in den Folgejahren kam es bei weiteren Athleten aus Rad- und Rennlaufsport zu positiven Dopingtests.
Im Jahr 2017 berichteten erneut – auch deutsche – Medien verschiedentlich über GW1516, ohne die bekannte Krebsgefahr und bereits nachgewiesene Dopingfälle zu erwähnen.

## Wirkungsweise
GW1516 ist ein selektiver Agonist (Aktivator) des PPARδ-Rezeptors. Es zeigt eine hohe Affinität (Ki = 1 nM) und Potenz (EC50 = 1 nM) für PPARδ mit mehr als 1000-facher Selektivität gegenüber PPARα und PPARγ.
Bei Ratten rekrutiert die Bindung von GW1516 an PPARδ den Coaktivator PGC-1α (Peroxisome proliferator-activated receptor gamma coactivator 1-alpha, PPARGC1A). Der PPARδ/Coaktivator-Komplex reguliert wiederum die Expression von Proteinen, die am Energieverbrauch beteiligt sind, hoch. Darüber hinaus wurde bei Ratten, die mit GW1516 behandelt wurden, ein erhöhter Fettsäuremetabolismus im Skelettmuskel und ein Schutz gegen diätinduzierte Adipositas (ernährungsbedingte Adipositas) sowie Diabetes Typ 2 beobachtet. Bei fettleibigen Rhesusaffen wurde durch GW1516 das High Density Lipoprotein (HDL) erhöht und das Very Low Density Lipoprotein (VLDL) erniedrigt. Es wird angenommen, dass – ausgelöst durch GW1516 – verstärkt Typ-I-Muskelfasern („Ausdauermuskulatur“) gebildet werden, ebenso wie Enzyme zur Lipolyse. Beides macht die Substanz zu einem wirksamen Dopingmittel.